# Draba crassifolia
Draba crassifolia là một loài thực vật có hoa trong họ Cải. Loài này được Graham mô tả khoa học đầu tiên năm 1829.